# Verdammt in alle Ewigkeit (Roman)
Verdammt in alle Ewigkeit, Originaltitel From here to Eternity, ist der 1951 erschienene erste Roman von James Jones. Er schildert das Leben amerikanischer Berufssoldaten auf Hawaii in den Monaten vor dem Angriff auf Pearl Harbor am 7. Dezember 1941. Das Buch wurde ein preisgekrönter Bestseller und 1953 erfolgreich verfilmt.

## Handlung
Robert Prewitt ist seit fünf Jahren Berufssoldat in der US-Armee. Anfang 1941 dient er als hervorragender Hornist im Musikzug seines Regiments, das in Hawaii stationiert ist. Zum Unverständnis vieler lässt er sich von diesem Druckposten mit Rangminderung zum Private zur G-Kompanie versetzen. Es handelt sich um eine auf Sport fixierte Einheit, was Prewitt in Schwierigkeiten bringt. Trotz seines Talentes lehnt er es ab, für die Boxabteilung anzutreten, weil in seinem letzten Kampf der Gegner unglücklicherweise das Augenlicht verlor. Vom normalen Dienst weitgehend befreit, erhalten die Sportler Unterstützung von ganz oben; der Kommandeur strebt mit allen Mitteln sportlichen Ruhm für sein Regiment an. Die Sportfraktion der Kompanie mobbt Prewitt, was vom ehrgeizigen Kompaniechef Holmes zumindest geduldet wird. Faire Behandlung erfährt Prewitt vom Hauptfeldwebel Warden (der ein Verhältnis mit Holmes’ Frau beginnt), und im Italo-Amerikaner Maggio aus Brooklyn findet er einen engen Freund. In seiner spärlichen Freizeit sucht er das Amüsierviertel von Honolulu auf und verliebt sich dort in die Hure Lorene. Das Verhältnis zu seiner einheimischen festen Freundin hatte er zuvor aufgegeben. Ein ambivalentes Verhältnis pflegen die Soldaten zu den in Honolulu ansässigen Homosexuellen: Man hat teils freundschaftlichen Umgang, teils werden die Schwulen erpresst und ausgenommen. Infolge dieser Aktivitäten kommen Prewitt und Maggio ins Militärgefängnis. Maggio provoziert dort eine lange Einzelhaft, die kaum jemand psychisch unbeschadet übersteht, in der Hoffnung, anschließend als „verrückt“ aus der Armee entlassen zu werden. Sein Plan geht auf, wobei jedoch offen bleibt, ob er nicht tatsächlich verrückt wurde. Prewitt rächt sich nach seiner Entlassung an einem grausamen Aufseher, indem er ihn ersticht. Er desertiert von der Armee. Als Pearl Harbor von den Japanern angegriffen wird, will er zu seiner Einheit zurück, in der Hoffnung, kämpfen zu können, anstatt bestraft zu werden. Auf dem Weg wird er jedoch von Militärpolizei gestellt und beim Fluchtversuch erschossen. Warden findet bei dem Toten ein Gedicht, das dieser mit Kameraden geschrieben und vertont hat, das Lied der Dreißigender (Soldaten, die sich auf 30 Jahre verpflichteten). Es ist das einzige Vermächtnis Prewitts.

## Hintergrund
Thema des Romans ist das Leben in einer Berufsarmee im Frieden. Alle Soldaten sind aus sozialen Gründen in die Army eingetreten: die unteren Dienstgrade, um der Arbeitslosigkeit und Armut zu entfliehen, die oberen, wie Prewitts Kompaniechef, der Aufstiegsmöglichkeiten wegen. Über weite Strecken schildert der Roman das Alltagsleben der Soldaten, das aus eintönigem Drill besteht, aus kompanie-internen Intrigen und Machtkämpfen sowie aus den kleinen Fluchten in den Sport, das gemeinsame Musizieren und die Züge durchs Amüsierviertel. Über einen möglichen Einsatz im Krieg wird weder nachgedacht noch gesprochen, es sei denn, ein potentieller Krieg wird als Chance zu schnellerer Beförderung erwogen. Alle Handlungsstränge werden abgeschnitten vom völlig überraschenden Angriff der Japaner auf Pearl Harbor.
Das Buch transportiert positives Interesse an der Army. Die zahlreichen kritischen Stellen werden an einzelnen Personen festgemacht, insbesondere an unfähigen und ungerechten Offizieren und Unter-Offizieren. Der opportunistische Kompaniechef Holmes wird befördert. Dieser Punkt wurde bei der Verfilmung auf Wunsch der US-Army verändert: Im Film wird Holmes zum Abschied gedrängt.
Jones verarbeitete persönliche Erfahrungen, die er als Soldat in Hawaii gemacht hatte. Allerdings kämpfte Jones auch während des Pazifikkrieges. Diese späteren Erlebnisse gingen in die Romane The Thin Red Line (Insel der Verdammten) und Whistle (1978) ein.
Nach Auskunft seiner Tochter hat Jones selbst das Buch vor der Veröffentlichung um schwule Sex-Szenen gekürzt.
Der Originaltitel von Roman und Film, From Here to Eternity, entstammt einem Gedicht von Rudyard Kipling, das als Soldatenlied mehrfach vertont wurde. Es handelt von „Gentleman-Rankers“, das sind Männer, die infolge persönlicher Schicksalsschläge in niedrigen militärischen Rängen Dienst tun, die ihrer Herkunft, Bildung und Befähigung nicht entsprechen.
Gentlemen-rankers out on a spree,
Damned from here to Eternity,
God ha’ mercy on such as we,
Baa! Yah! Bah!
Der deutsche Titel übersetzt (ungenau) die ganze Kipling-Zeile, während Jones davon ausgehen konnte, dass im angelsächsischen Sprachraum das erste Wort, Damned, vom Publikum ergänzt werde.

## Rezeption
Das Buch gewann den National Book Award 1952 und fand Aufnahme in die Liste der 100 besten englischsprachigen Romane des 20. Jahrhunderts.
Der Spiegel teilte 1951 mit:

„Am meisten überraschte die Kritik im Military Book Bulletin, das vom amerikanischen Verteidigungsministerium herausgebracht wird. Obwohl Jones die amerikanische Armee mit vorher kaum erreichter Wut kritisiert, schreibt der Buchkritiker der Militärs: ‚Das ist ein Buch, um das es viel Diskussion geben wird. Man wird es hier und dort verdammen, aber es ist bestimmt von allergrößtem Interesse.‘“

## Verfilmung
Der Roman wurde 1953 von Fred Zinnemann unter gleichem Titel verfilmt. Die drei männlichen Hauptrollen der unterrangigen Soldaten Prewitt, Maggio und Warden spielten Montgomery Clift, Frank Sinatra und Burt Lancaster. Der Film wurde mit Oscars und anderen Auszeichnungen bedacht.

### Fernsehen
Der Stoff wurde zudem 1979 und 1980 für das US-amerikanische Fernsehen neu inszeniert.